# Atergatis floridus
Atergatis floridus är en kräftdjursart som först beskrevs av Carl von Linné 1767.  Atergatis floridus ingår i släktet Atergatis och familjen Xanthidae. Inga underarter finns listade i Catalogue of Life.

## Bildgalleri

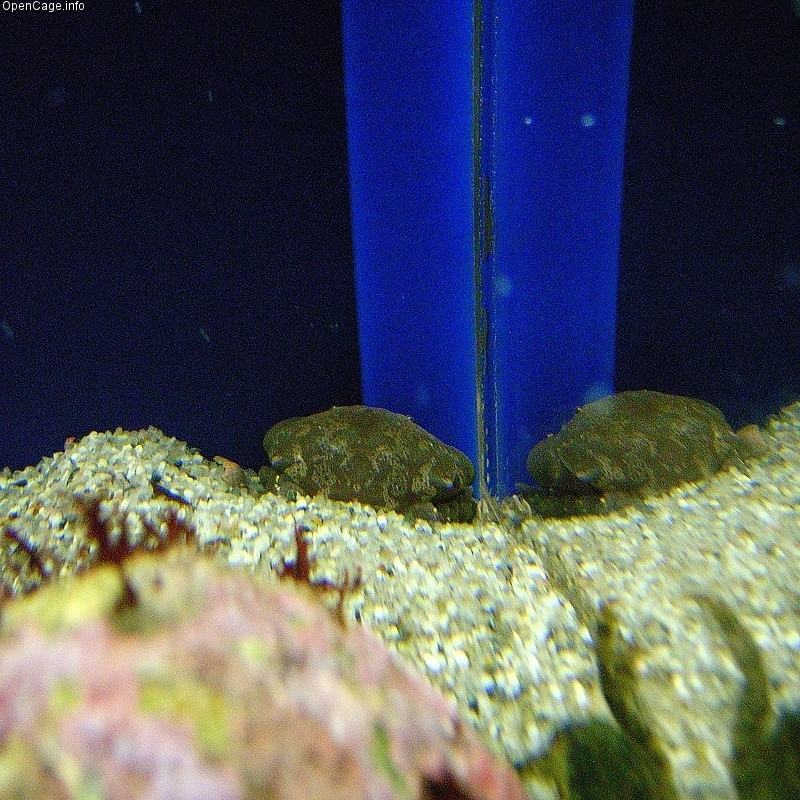
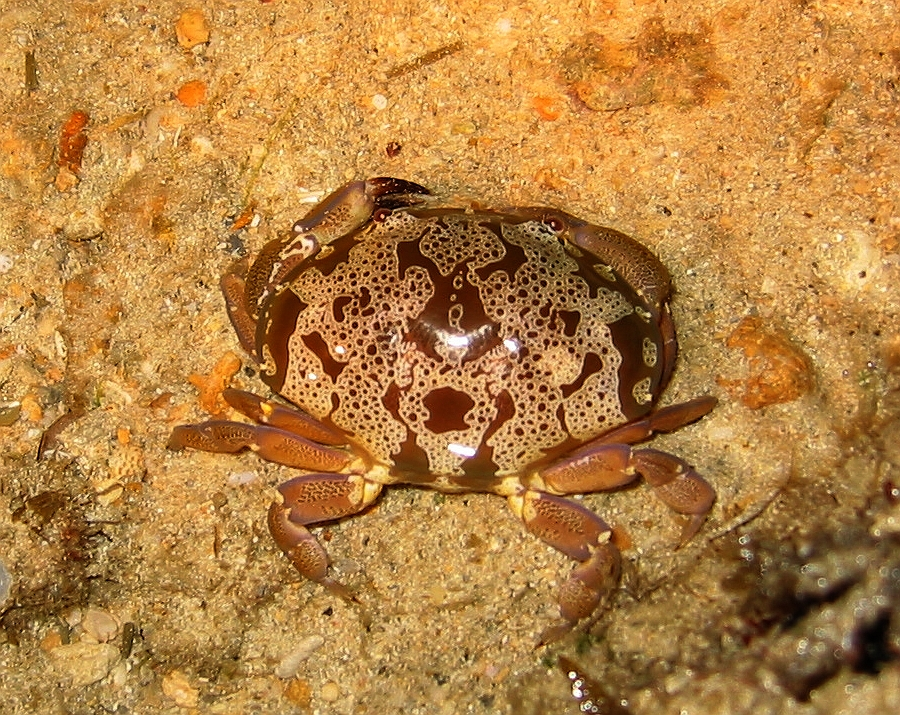
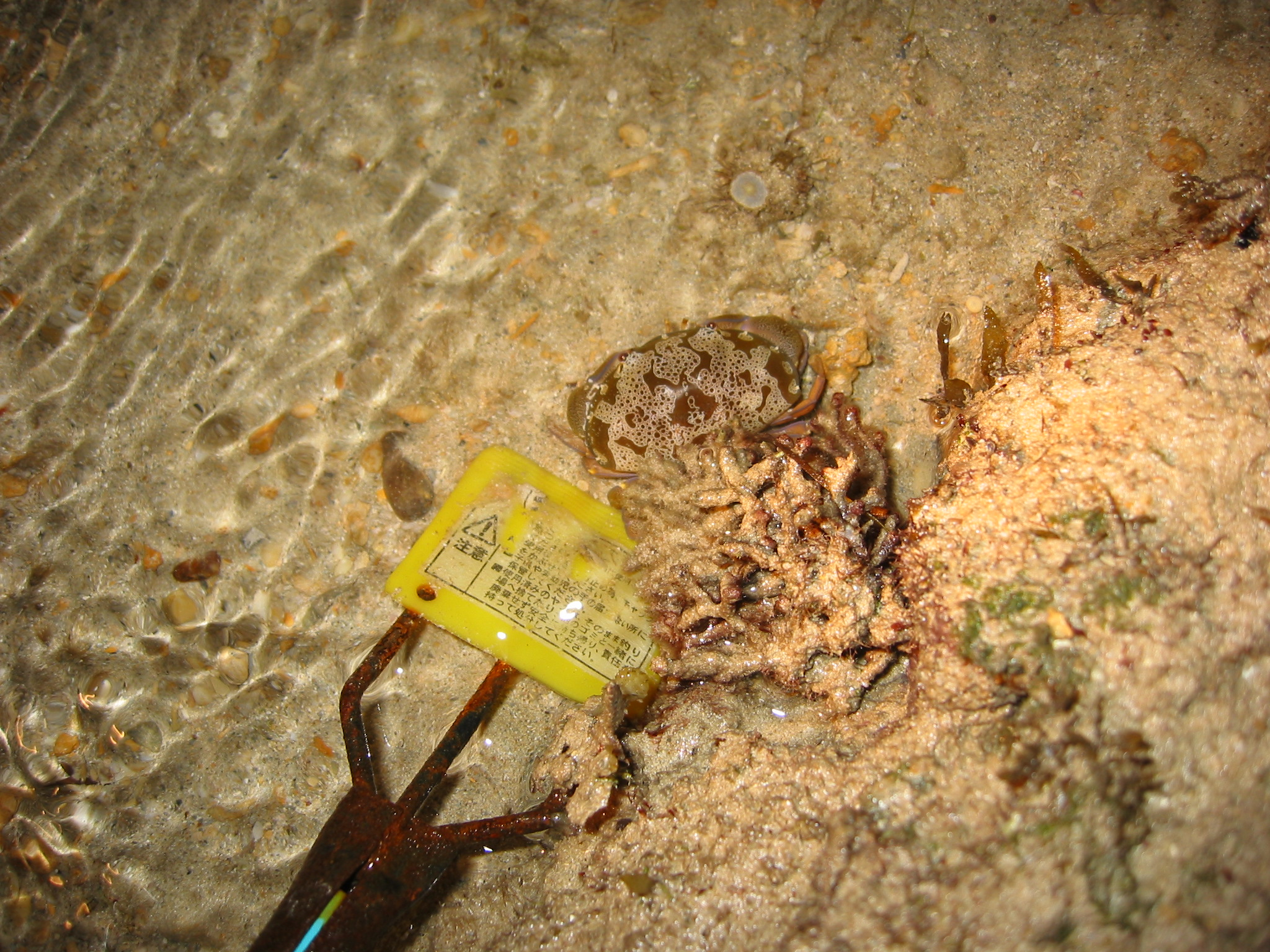